# 바이러스 단백질
바이러스 단백질은 바이러스를 구성하는 단백질과 생성하는 단백질을 모두 일컫는 용어다. 구조단백질, 비구조단백질, 조절단백질, 부속단백질 등 그 기능에 따라 분류한다. 바이러스는 스스로 생식할 수 없고, 생식을 위해선 숙주세포의 효소, 에너지, 전구체 등을 필요로 하기 때문에 생물로 분류하지 않는다. 따라서 바이러스의 유전체에 암호화되어있는 단백질의 수는 그리 많지 않다.

## 구조단백질
대부분의 구조 단백질은 캡시드와 외피를 이루는데 쓰인다.

### 캡시드

두 종류의 단백질로 구성된 캡시드

바이러스의 유전물질은 캡시드라 불리는 단백질 구조에 저장된다. 캡시드는 핵산을 숙주의 효소나 살충제 등의 외부 요소로부터 보호하는 기능을 한다. 또한 비리온이 숙주에 부착하는 것과 유전물질을 숙주 내로 들여보내는 바이러스 침입 과정에 기여하기도 한다. 캡시드는 한 종류나 몇 종류의 단백질로 이루어진다. 적은 종류의 단백질을 사용하기 때문에 바이러스 유전체의 작은 크기로도 커다란 캡시드를 만들어낼 수 있다.
기본단위체나 이 단위체의 중합체들이 모여 캡소미어를 이루고, 캡소미어가 모여 캡시드를 이룬다. 캡소미어는 다양한 모양으로 모이며 그 중단순포진바이러스로 대표되는 정이십면체형이 가장 흔하다. 세 종류의 단백질이 정이십면체의 각 삼각형 면을 구성한다.

### 바이러스 외피
캡시드는 바이러스 외피라고 하는 막으로 둘러쌓이기도 한다. 이 외피는 대부분 숙주의 세포막에서 기원하여 바이러스가 출아할 때 가지고 오는 것이다. 지질 이중층에 당단백질 등 바이러스 단백질이 박힌 모습으로 존재한다. 이 당단백질들은 숙주세포의 수용체에 결합하여 부착하는 것을 돕는다.
대표적인 당단백질로는 다음이 있다.
- 인플루엔자: 헤마글루티닌, 뉴라미니다아제, M2 단백질
- 인간면역결핍 바이러스: gp120과 gp41 단위체로 구성된 gp160[1]

당단백질은 부착 이후 막의 융합을 통해 바이러스 침입을 돕는다.

## 비구조단백질
비구조단백질은 감염된 세포 내에서 발현되지만 비리온으로 조립되지는 않는 단백질들을 의미한다. 대부분 바이러스 복제에 중요한 기능을 한다. 레플리콘을 형성하거나 면역을 조절하고, 전사를 촉진하기도 한다.

### 레플리콘 형성
숙주세포의 단백질들과 상호작용하며 레플리콘(복제복합체)를 형성한다. 일례로 C형 간염 바이러스는 숙주의 소포 단백질인 hVAP-33과 함께 레플리콘을 이룬다. 비구조단백질 4b(NS4B) 단백질은 숙주의 막을 바꾸고 NS5A, NS5B, NS3 등의 기타 비구조단백질들을 한데 모아 복제복합체를 형성한다.

### 면역조절
감염된 세포에 대한 숙주의 면역작용 역시 비구조단백질에 의해 조절될 수 있다. 큰 DNA바이러스의 경우 대부분 이런 목적의 단백질을 보유하여 바이러스가 더 많이 증식되게끔 한다. 이 단백질들 중 염증반응을 억제시키는 종류의 단백질은 염증질환에 대한 의약품을 개발할 때 사용되기도 한다. 웨스트 나일 바이러스의 NS1 단백질은 보체의 단백질 H와 결합함으로써 보체를 불활성화시켜 감염된 세포를 무해한 것으로 인식하게 하고, 이로써 더 많은 개체의 바이러스가 증식되어 배출된다.

## 조절 및 부속단백질
조절 및 부속단백질은 다양한 기능을 가진다. 구조단백질의 전사 빈도를 조절하는 등 유전자 발현을 조절하는 단백질들이 여기 속한다. 또는 숙주세포의 신호전달경로를 조절하여 숙주세포의 유전자 발현이나 아폽토시스를 억제하는 단백질들도 여기 속한다.
DNA 바이러스와 레트로바이러스의 경우 조절단백질이 바이러스 단백질의 전사를 조절하며, 이와 비슷하게 숙주세포의 단백질이 전사되는 것을 조절하기도 한다.
부속단백질은(accessory - ) 보조단백질(auxiliary - )이라고도 하는데, 레트로바이러스에 존재한다. 대부분의 부속단백질은 특정한 종류의 세포에서만 작동한다. 바이러스의 복제에 직접 관여하지는 않지만, 복제기능을 유지하는데 사용되기도 한다.

## 내인성 레트로바이러스 단백질
신시틴은 포유류의 유전체에 동화되어있는 내인성 레트로바이러스의 단백질로, 태반 형태형성시 막 융합을 돕는다.